# Leptogenys striatidens
Leptogenys striatidens é uma espécie de formiga do gênero Leptogenys, pertencente à subfamília Ponerinae.